# Kathrin Bertschy
Kathrin Bertschy (Thun, 2 luglio 1979) è una politica svizzera del Partito Verde Liberale della Svizzera (PVL). Dal 2011 è membro del Consiglio nazionale per il Canton Berna.

## Biografia

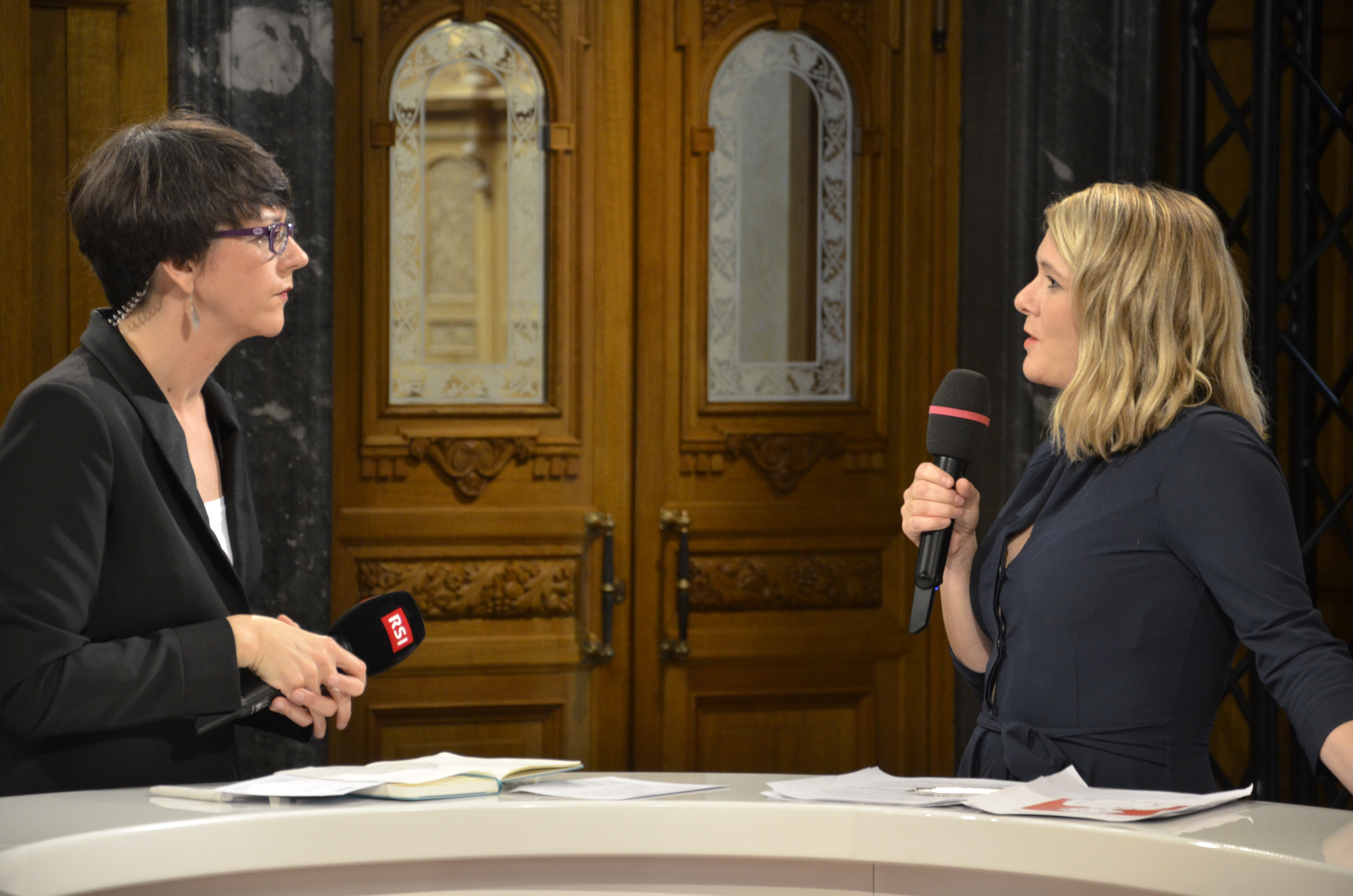
Kathrin Bertschy intervistata il giorno delle elezioni federali del 2019

Da gennaio 2009 a dicembre 2011 fece parte del consiglio comunale di Berna.
Presentatasi alle elezioni federali del 2011, venne eletta Consigliera nazionale per il Canton Berna con 26 996 voti, venticinquesima tra i candidati eletti più votati del cantone. Venne riconfermata alle elezioni federali del 2015 (32 441 preferenze, ventiquattresima eletta più votata), del 2019 (58 343 preferenze, quattordicesima eletta più votata) e del 2023 (57 821 preferenze, diciassettesima eletta più votata).
Dal 2016 al 2020 ricoprì il ruolo di vicepresidente del PVL, e dal 2008 è membro del comitato direttivo della sezione cantonale bernese del partito.